# Sputnik 9
Lo Sputnik 9 (Korabl Sputnik 4) fu una missione spaziale sovietica nell'ambito del programma Vostok. Venne lanciato il 9 marzo 1961 dal cosmodromo di Baikonur e aveva a bordo un cane (Chernushka) e un manichino denominato Ivan Ivanovich. La capsula rientrò a terra; il manichino venne lanciato con il seggiolino eiettabile e recuperato a terra, mentre il cane rientrò dentro la navicella. Lo scopo principale della missione consisteva nello sperimentare il rientro della capsula, con particolare riguardo al seggiolino eiettabile che sarebbe stato usato dal primo cosmonauta.